# Église Saint-Georges des Batignolles
Ne pas confondre avec l'ancienne église Saint-Georges des Batignolles
L'église Saint-Georges des Batignolles est une église catholique située à Nantes, en Loire-Atlantique. Elle dépend du diocèse de Nantes et elle est dédiée à saint Georges.

## Localisation
L'église se trouve dans le quartier Nantes Erdre (Beaujoire), au no 55 boulevard de la Beaujoire à proximité immédiate de l'église orthodoxe Saint-Basile-de-Césarée-et-Saint-Alexis-d'Ugine, de l'église protestante évangélique de la Beaujoire et du stade de la Beaujoire.

## Histoire
Édifice contemporain construit dans les années 1990, il remplace l'ancienne église homonyme, bâtie dans les années 1930, située à 500 mètres à vol d'oiseau, et qui fut désaffectée et aménagée en studio d'enregistrement et salles de répétitions.
L'actuel édifice a été consacré par l'évêque de Nantes, Mgr Émile Marcus, en 1995.

## Conservation
Annick Vidal, fille d'un ancien ouvrier des Batignolles, œuvre pour la conservation de la mémoire ouvrière de l'usine des Batignolles dans les années 1990. Elle crée, de façon informelle, un comité de quartier à La Halvêque-Beaujoire qui permet de sauver l'ancienne église Saint-Georges des Batignolles et sa fresque.

## Sources
- Louis Le Bail, « Saint-Jo et les Batignolles, histoires d'un quartier nantais » (2012)
- Bertrand Joly, Jacques Weber, « Églises de l'Ouest, églises d'ailleurs: mélanges offerts à Marcel Launay » (2009)
- Maurice Chaignon, Le chanoine Joseph Guiho, 1er curé des Batignolles, vicaire général de Nantes (1881-1957), Nantes, Éd. Seco, s.d.